# Automobil-Bau- und Construktionswerkstätte
Automobil-Bau- und Construktionswerkstätte, viết tắt là A.B.C. Werkstätte, là một công ty có trụ sở tại Berlin dường như chỉ một thời gian ngắn trong nửa đầu của năm 1920. Công ty có hình thức pháp lý là một công ty GmbH và đầu tư vào sản xuất và bán các mẫu ô tô nhỏ và các loại xe có động cơ khác (có thể bao gồm cả xe máy). Vốn điều lệ ban đầu của công ty là 20.000 Mark. Giám đốc điều hành của công ty là là thương gia Gerhard Sedlmayr.
Công ty bắt đầu sản xuất ô tô vào năm 1921 dưới nhãn hiệu là ABC. Việc sản xuất kết thúc trong cùng năm. Xưởng sản xuất ô tô và xây dựng sản xuất ô tô và xe máy loại nhỏ có một động cơ hai kỳ có thể tích 149 cm³ cung cấp truyền động.